# Pavel Karelin
Pavel Vladimirovitsj Karelin (Russisch: Павел Владимирович Карелин) (Nizjni Novgorod, 27 april 1990 – aldaar, 9 oktober 2011) was een Russische schansspringer. Hij vertegenwoordigde zijn vaderland op de Olympische Winterspelen 2010 in Vancouver.

## Carrière
Bij zijn wereldbekerdebuut, in december 2007 in Kuusamo, scoorde Karelin direct zijn eerste wereldbekerpunten. Een maand later behaalde hij in Bischofshofen zijn eerste toptienklassering in een wereldbekerwedstrijd. Op de wereldkampioenschappen skivliegen 2008 in Oberstdorf eindigde de Rus als tweeëntwintigste in de individuele wedstrijd, in de landenwedstrijd eindigde hij samen met Dmitri Vasiljev, Ilja Rosliakov en Denis Kornilov op de vijfde plaats. In Liberec nam Karelin deel aan de wereldkampioenschappen schansspringen 2009. Op dit toernooi eindigde hij als tweeëndertigste op de grote schans, samen met Denis Kornilov, Ilja Rosliakov en Dmitri Vasiljev eindigde hij als negende in de landenwedstrijd. Tijdens de Olympische Winterspelen van 2010 in Vancouver eindigde de Rus als drieëndertigste op de normale schans en als achtendertigste op de grote schans, in de landenwedstrijd eindigde hij samen met Denis Kornilov, Ilja Rosliakov en Dmitri Ipatov op de tiende plaats.
Op nieuwjaarsdag 2011 stond Karelin in Garmisch-Partenkirchen voor de eerste keer in zijn carrière op het podium van een wereldbekerwedstrijd. Op de wereldkampioenschappen schansspringen 2011 in Oslo eindigde de Rus als zeventiende op de grote schans en als drieëntwintigste op de normale schans, samen met Denis Kornilov, Ilja Rosliakov en Dmitri Vasiljev eindigde hij als negende in beide landenwedstrijden.
Op 9 oktober 2011 kwam Karelin om het leven bij een auto-ongeluk in de buurt van Nizjni Novgorod.

## Resultaten

### Olympische Spelen
| Jaar | Plaats    | Resultaten                         |
| ---- | --------- | ---------------------------------- |
| 2010 | Vancouver | 33e HS106 38e HS140 10e Team HS140 |

### Wereldkampioenschappen
| Jaar | Plaats  | Resultaten                                      |
| ---- | ------- | ----------------------------------------------- |
| 2009 | Liberec | 32e HS134 9e Team HS134                         |
| 2011 | Oslo    | 23e HS106 17e HS134 9e Team HS106 9e Team HS134 |

### Wereldkampioenschappen skivliegen
| Jaar | Plaats     | Resultaten              |
| ---- | ---------- | ----------------------- |
| 2008 | Oberstdorf | 22e HS213 5e Team HS213 |

### Wereldbeker

#### Eindklasseringen
| Seizoen   | Algm | SV  | 4S  | NT  |
| --------- | ---- | --- | --- | --- |
| 2007/2008 | 32e  |     | 37e | -   |
| 2008/2009 | 42e  | 26e | 55e | 38e |
| 2009/2010 | 57e  | -   | 31e | 42e |
| 2010/2011 | 23e  | 38e | 28e |     |